# Samu Perhonen
Samu Perhonen, född 7 mars 1993 i Jämsänkoski, Mellersta Finland, är en finländsk professionell ishockeymålvakt som spelar för KalPa i finska Liiga.